# Powiat Tōhaku
Powiat Tōhaku (jap. 東伯郡 Tōhaku-gun) – powiat w Japonii, w prefekturze Tottori. W 2021 roku liczył 52 741 mieszkańców.

## Miejscowości
- Hokuei
- Kotoura
- Misasa
- Yurihama

## Historia[2][3]

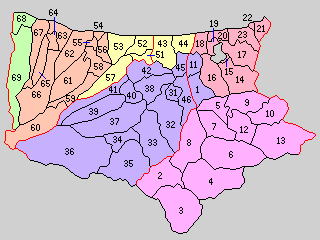
Powiat Tōhaku (1–23, 31–46, 51–69; 1896 r.)

- Powiat został założony 1 kwietnia 1896 roku w wyniku połączenia powiatów Kawamura (24 wioski), Kume (1 miejscowość, 15 wiosek) i Yabase (19 wiosek)[4].
- 22 lipca 1898 – w wyniku połączenia wiosek Katta i Yasunaga powstała wioska Narumi. (1 miejscowość, 57 wiosek)
- 17 maja 1899 – wioska Yabase zdobyła status miejscowości. (2 miejscowości, 56 wiosek)
- 27 marca 1900 – wioska Akasaki (赤崎村) zdobyła status miejscowości i zmieniła nazwę na Akasaki (赤碕町). (3 miejscowości, 55 wiosek)
- 1 maja 1900 – wioska Kōnoshō powiększyła się o teren wioski Sanbonsugi. (3 miejscowości, 54 wioski)
- 1 października 1907 – w wyniku połączenia wiosek Takase, Kamo i Takeda powstała wioska Asahi. (3 miejscowości, 52 wiosek)
- 1 stycznia 1911 – w wyniku połączenia wiosek Nishitakeda, Minamoto i Higashitakeda powstała wioska Takeda. (3 miejscowości, 50 wioski)
- 1 marca 1916 – wioska Yura zdobyła status miejscowości. (4 miejscowości, 49 wiosek)
- 1 listopada 1917 – w wyniku połączenia wiosek Tokiwa i Minami powstała wioska Daisei. (4 miejscowości, 48 wiosek)
- 1 grudnia 1917: (4 miejscowości, 44 wioski)
  - w wyniku połączenia wiosek Nishishi, Fukuyone i Higashishi powstała wioska Takashiro.
  - wioska Mitoku powiększyła się o teren wioski Kanae.
  - wioska Oshika powiększyła się o teren wioski Kan'naka.
- 1 stycznia 1918 – wioska Tomari powiększyła się o teren wiosek Kutsuka i Mihashi. (4 miejscowości, 42 wioski)
- 1 października 1929 – wioska Uwanada została włączona w teren miejscowości Kurayoshi. (4 miejscowości, 41 wiosek)
- 12 grudnia 1940 – w wyniku połączenia wiosek Ōtsuka, Ichise i Isezaki powstała wioska Urayasu. (4 miejscowości, 39 wiosek)
- 11 lutego 1942 – wioska Urayasu zdobyła status miejscowości. (5 miejscowości, 38 wiosek)
- 1 lipca 1944 – wioska Kusaka zdobyła status miejscowości i zmieniła nazwę na Agei. (6 miejscowości, 37 wiosek)
- 1 marca 1951 – w wyniku połączenia wiosek Tōgō i Matsuzaki powstała miejscowość Tōgōmatsuzaki. (7 miejscowości, 35 wiosek)
- 1 kwietnia 1951 – wioska Ogamo została włączona w teren miejscowości Kurayoshi. (7 miejscowości, 34 wioski)
- 1 kwietnia 1953: (9 miejscowości, 25 wiosek)
  - w wyniku połączenia miejscowości Tōgōmatsuzaki oraz wiosek Toneri i Hanami powstała miejscowość Tōgō.
  - w wyniku połączenia wiosek Nagase, Asozu, Hashizu i Uno powstała miejscowość Hawai.
  - w wyniku połączenia wiosek Yaokuri, Minamidani i Yamamori powstała miejscowość Sekigane.
- 1 października 1953 – w wyniku połączenia miejscowości Kurayoshi i Agei oraz wiosek Saigo, Kamiogamo, Yashiro, Kamihōjō, Kidani, Takashiro i części wsi Nadate powstało miasto Kurayoshi. (7 miejscowości, 19 wiosek)
- 1 listopada 1953 – wioska Misasa połączyła się z wioskami Mitoku, Oshika, Asahi i Takeda i zdobyła status miejscowości. (8 miejscowości, 14 wiosek)
- 1 stycznia 1954 – miejscowość Akasaki powiększyła się o teren wiosek Narumi, Yasuda i Isai. (8 miejscowości, 11 wiosek)
- 1 lutego 1954 – w wyniku połączenia miejscowości Yabase i Urayasu oraz wiosek Shimogō, Kamigō i Kōnoshō powstała miejscowość Tōhaku. (7 miejscowości, 8 wiosek)
- 1 czerwca 1954 – w wyniku połączenia wiosek Shimohōjo i Nakahōjō powstała miejscowość Hōjō. (8 miejscowości, 6 wiosek)
- 1 kwietnia 1955 – w wyniku połączenia wiosek Shimonakayama i Kaminakayama powstała wioska Nakayama. (8 miejscowości, 5 wiosek)
- 1 maja 1955: (9 miejscowości, 2 wioski)
  - w wyniku połączenia wiosek Daisei i Sakae powstała miejscowość Daiei.
  - wioska Nadate została włączona w teren miasta Kurayoshi.
- 31 marca 1957 – wioska Nakayama połączyła się z wioską Ōsaka i zdobyła status miejscowości (w powiecie Saihaku). (9 miejscowości, 1 wioska)
- 1 kwietnia 1959 – miejscowość Daiei powiększyła się o teren miejscowości Yura. (8 miejscowości, 1 wioska)
- 1 września 2004 – w wyniku połączenia miejscowości Tōhaku i Akasaki powstała miejscowość Kotoura. (7 miejscowości, 1 wioska)
- 1 października 2004 – w wyniku połączenia miejscowości Hawai, Tōgō i wioski Tomari powstała miejscowość Yurihama. (6 miejscowości)
- 22 marca 2005 – miejscowość Sekigane została włączona w teren miasta Kurayoshi. (5 miejscowości)
- 1 października 2005 – w wyniku połączenia miejscowości Hōjō i Daiei powstała miejscowość Hokuei. (4 miejscowości)